# Những chú chim non của Fergie

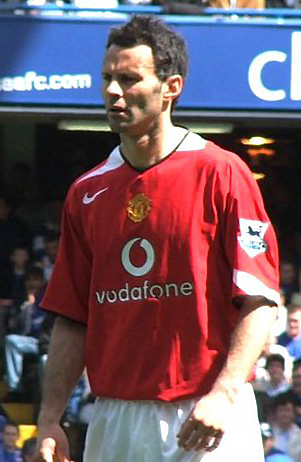
Ryan Giggs, người đầu tiên của lứa chim non thứ hai của Fergie

Chim non của Fergie (Fergie's Fledglings) là một nhóm cầu thủ của Manchester United được tuyển dụng bởi Huấn luyện viên Sir Alex Ferguson (biệt danh là "Fergie") và được đào tạo bởi trợ lý Huấn luyện viên Brian Kidd và Eric Harrison, trước khi chuyển lên đội 1 vào năm 1990.
Cái tên từ láy này gợi nhớ đến cái tên Busby Babes, Manchester United là đội bóng nổi tiếng đào tạo cầu thủ trẻ trung được huấn luyện bởi người quản lý câu lạc bộ đó là huyền thoại Sir Matt Busby và trợ lý huấn luyện viên Jimmy Murphy trong những năm 1950.

## Những chú chim non những năm 1980
Thuật ngữ "chim non của Fergie" lần đầu tiên được đặt ra bởi các phương tiện truyền thông trong mùa giải 1988-1989 Nhóm này bao gồm các cầu thủ trẻ lọt vào chung kết FA Youth Cup năm 1986 như Lee Martin, Tony Gill và David Wilson, và các cầu thủ đội trẻ khác như Russell Beardsmore, Mark Robins và Deiniol Graham cũng như các cầu thủ trẻ đã mua từ các câu lạc bộ khác như Lee Sharpe (Torquay United) và Giuliano Maiorana (Histon).
Có một số thành công ban đầu cho lứa chim non này; chỉ bắt đầu mùa giải thứ hai của họ, Beardsmore lấy cảm hứng từ các đội bóng để giành chiến thắng 3-1 trước đối thủ Liverpool, và một cuộc khủng hoảng chấn thương do đó Gill, Graham và Wilson được đôn lên đội 1 đầu tiên để chơi tại vòng thứ ba FA Cup khi tiếp Queens Park Rangers trong đó cả hai Gill và Graham đều ghi bàn.
Tuy nhiên, do chấn thương nghiêm trọng và tổn thất nặng nề có nghĩa rằng hầu hết các cầu thủ đã không xây dựng trên sự thành công ban đầu của họ và thuật ngữ "chim non của Fergie" đã không còn sử dụng bởi các mùa giải sau đó. Beardsmore và Robins đã 50 lần ra sân cho Manchester United nhưng đã không thể giữ vị trí trong đội hình chính. Tuy nhiên, Robins đã ghi một bàn thắng cực kỳ quan trọng trong trận gặp Nottingham Forest tại vòng ba của FA Cup năm 1990. Chức vô địch đó góp phần giúp Ferguson tại vị ở United. Là tiền đề cho sự thành công sau này.
Trong số các cầu thủ của lứa chim non này, chỉ có Martin và Sharpe đã ra sân hơn 100 lần cho Manchester United và có những đóng góp quan trọng hướng tới danh hiệu đầu tiên của Ferguson là chức vô địch FA Cup vào năm 1990 và Cup UEFA Cup Winners ' vào năm 1991.
Tuy nhiên, Sharpe là người duy nhất trong nhóm các cầu thủ còn lại ở câu lạc bộ vào cuối của mùa giải 1993-94, và theo thời gian, ông đã bị bán cho Leeds United vào tháng 8 năm 1996, anh đã giành 3 chức vô địch giải đấu chính, 2 FA Cup, và cũng đã giành cả 1 Cup Cup Winners 'và Football League Cup, cũng như được bình chọn Cầu thủ trẻ xuất sắc nhất năm của PFA năm 1991.

## Những chú chim non năm 1990

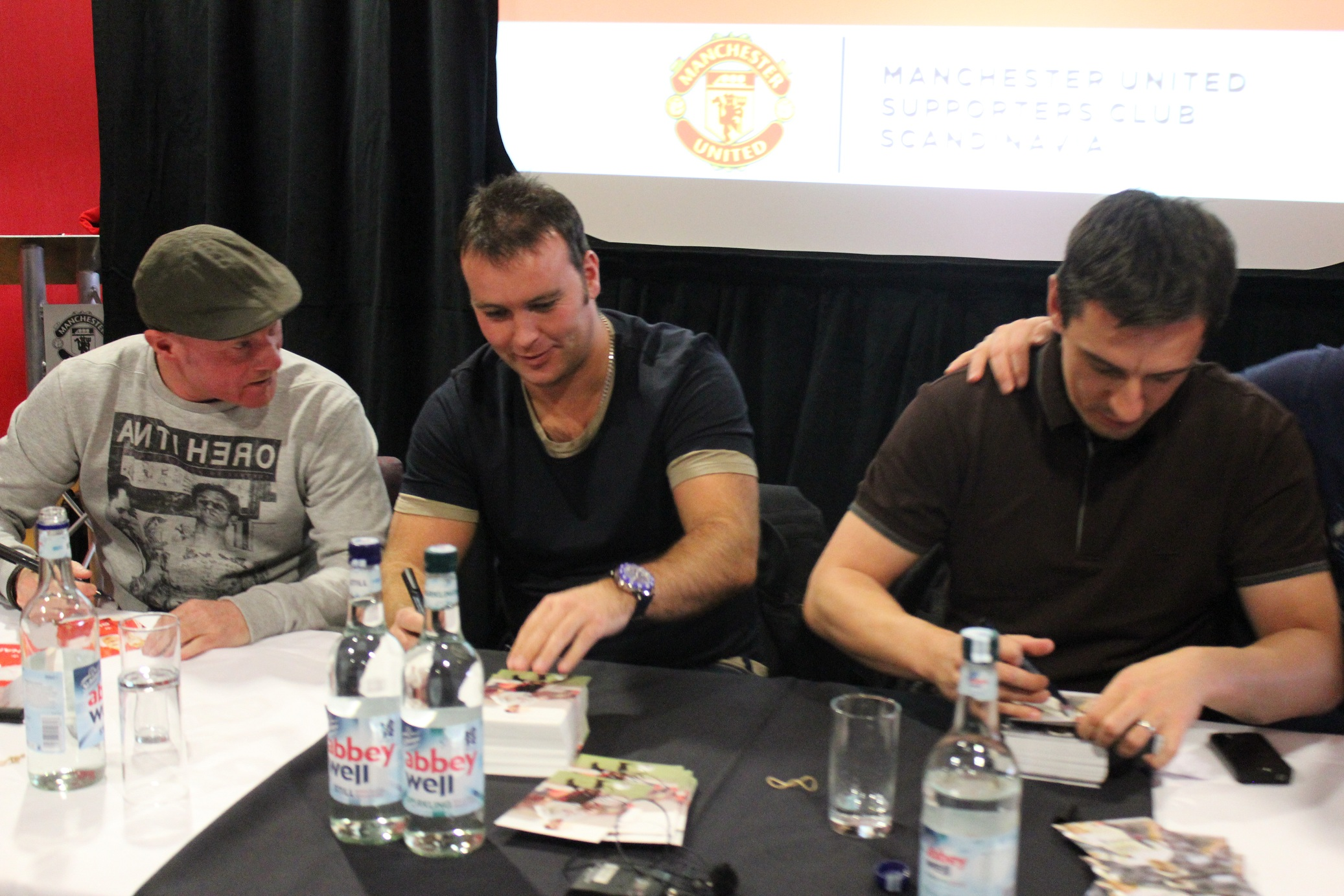
George Switzer, Ben Thornley và Gary Neville

Một làn sóng thứ hai của các cầu thủ trẻ nổi lên tại Manchester United vào đầu đến giữa những năm 1990. Nhóm này đã chứng minh rằng so với thế hệ trước đó trong sự so sánh với thế hệ Babes Busby về những thành công mà họ đạt được như cầu thủ bóng đá tương đối trẻ. Một số cầu thủ trẻ được đào tạo bởi Manchester United từ khi còn rất nhỏ và cũng có một số cầu thủ được ký hợp đồng từ các câu lạc bộ khác khi tuổi chỉ 14. Nhiều cầu thủ trong lứa chim non này đã giành chức vô địch FA Youth Cup 1992, bao gồm các cầu thủ United trong tương lai như David Beckham, Nicky Butt, Ryan Giggs và Gary Neville. Cũng được coi trong nhóm này là cầu thủ như Paul Scholes- lọt vào trận chung kết FA Youth Cup năm 1993 và Phil Neville (em trai của Gary) – lọt vào trận chung kết FA Youth Cup năm 1993 và là đội trưởng của đội bóng đến FA Youth Cup năm 1995.
Thuật ngữ "chim non của Fergie" đã trở lại vào sử dụng phổ biến trong thời gian 1995-1996 mùa, sau khi Ferguson chủ yếu sử dụng nhóm thứ hai này của cầu thủ trẻ để thay thế một số cầu thủ lớn tuổi rời câu lạc bộ. Sau trận thua 3-1 trên sân khách trong ngày khai mạc trước Aston Villa, bình luận viên Alan Hansen nhận xét về trận đấu của ngày "Bạn sẽ không bao giờ giành chiến thắng bất cứ điều gì với những đứa trẻ". Đội bóng với các cầu thủ trẻ, với độ tuổi trung bình chỉ là 24, sau đó đã lật đổ Newcastle United với khoảng cách 10 điểm để giành chức vô địch thứ ba của câu lạc bộ trong bốn năm. Đội bóng cũng chiến thắng 1-0 trước Liverpool trong trận chung kết cúp FA năm 1996 để giành cú đúp danh hiệu. Đánh dấu một giai đoạn thành công lớn sau này với chiến thắng nổi bật nhất là trong năm 1999.
Nhiều cầu thủ thuộc thế hệ vàng 92 đã trở thành trụ cột cho câu lạc bộ và đội tuyển Anh trong thời gian này. David Beckham, Nicky Butt và Phil Neville lần lượt rời đội bóng năm 2003 (sang Real Madrid), năm 2004 (sang Newcastle United) và năm 2005 (sang Everton), với Beckham cũng là đội trưởng đội tuyển Anh từ năm 2000 đến năm 2006. Cả ba đã về hưu, với Butt và Neville trở lại United như các thành viên trong ban huấn luyện.
Gary Neville vẫn ở lại United cho phần còn lại của sự nghiệp của mình và giữ chức đội trưởng của đội bóng sau sự ra đi của Roy Keane vào năm 2005, trước khi bị chấn thương hạn chế đóng góp của ông, khiến ông nghỉ hưu vào tháng 2 năm 2011. Sau khi thông báo chính thức, Sir Alex Ferguson mô tả Neville là "Là cầu thủ lớn tuổi nhất trong thế hệ của ông." Neville là hậu vệ thứ hai chỉ chơi cho câu lạc bộ, sau Bill Foulkes. Neville đã có buổi chia tay trong trận cầu tôn vinh năm 2011, cùng tham dự có lứa "chim non Fergie" đó là Beckham, Giggs, Scholes, Butt, Phil Neville và  Gary Neville hiện đang là HLV đội cho các đội tuyển quốc gia Anh.
Ryan Giggs (40 tuổi) và Paul Scholes (39 tuổi), cả hai đã chơi cả sự nghiệp tại Premiership cho Manchester United. Scholes tuyên bố nghỉ hưu vào cuối mùa giải 2010-11 và ở lại câu lạc bộ như một huấn luyện viên cho lứa thanh niên, nhưng đã trở lại chơi bóng vào tháng 1 năm 2012 sau khi một số tiền vệ United bị chấn thương trước khi nghỉ hưu vào cuối mùa giải 2012-13. Giggs đã giành được nhiều danh hiệu nhất bất kỳ cầu thủ nào khác trong lịch sử bóng đá Anh. Khi vào sân thay người trong trận UEFA Champions League năm 2008, ông trở thành cầu thủ khoác áo nhiều nhất cho câu lạc bộ. Người giữ kỹ lục này trước đó là Sir Bobby Charlton, Giggs hiện là trợ lý HLV của Manchester United.

## Danh sách những chú chim non của Fergie

### Những năm 1980
- Russell Beardsmore
- Tony Gill
- Deiniol Graham
- Giuliano Maiorana
- Lee Martin
- Mark Robins
- Lee Sharpe
- David Wilson
- Clayton Blackmore

### Những năm 1990
- David Beckham
- Nicky Butt
- Chris Casper
- Terry Cooke
- Simon Davies
- Ryan Giggs
- Keith Gillespie
- Gary Neville
- Phil Neville
- Colin McKee
- Pat McGibbon
- John O'Kane
- Kevin Pilkington
- Robbie Savage
- Paul Scholes
- Ben Thornley
- Graeme Tomlinson
- Micheal Twiss
- George Switzer

### Những năm 2000
- Tom Cleverley
- Jonny Evans
- Darren Fletcher
- Darron Gibson
- John O'Shea
- Danny Welbeck